# 胡兰畦

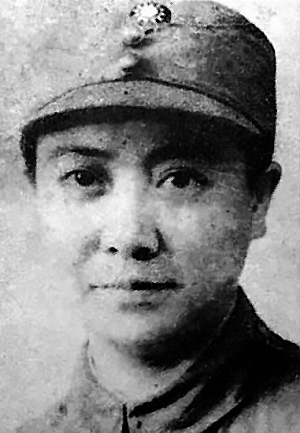
胡蘭畦，于1937年获得少将军衔

胡蘭畦（1901年6月22日—1994年12月13日），出生于四川成都。她是中国的作家和军事将领。

## 早期生活
她是明朝大將胡大海之後。父亲胡卿云为哥老会要員。胡兰畦从小接受了良好的家庭教育。她的读书成绩一直很好。1920年冬，胡兰畦从成都毓秀女子师范学校毕业。同年冬，許配給表哥楊固之。婚后不久胡兰畦逃到川南巴县，任教於川南巴縣女學。胡兰畦与川军第9师师长杨森 (军阀)交往，楊森想娶她做小老婆，但被胡拒絶。胡兰畦與秦德君在學校運動場小賣部開一家理发店，提倡妇女剪发。1925年3月，经杨晋唐介绍，胡与川军军官陈梦云结婚。1926年赴广州，结识周恩来、李富春、何香凝。

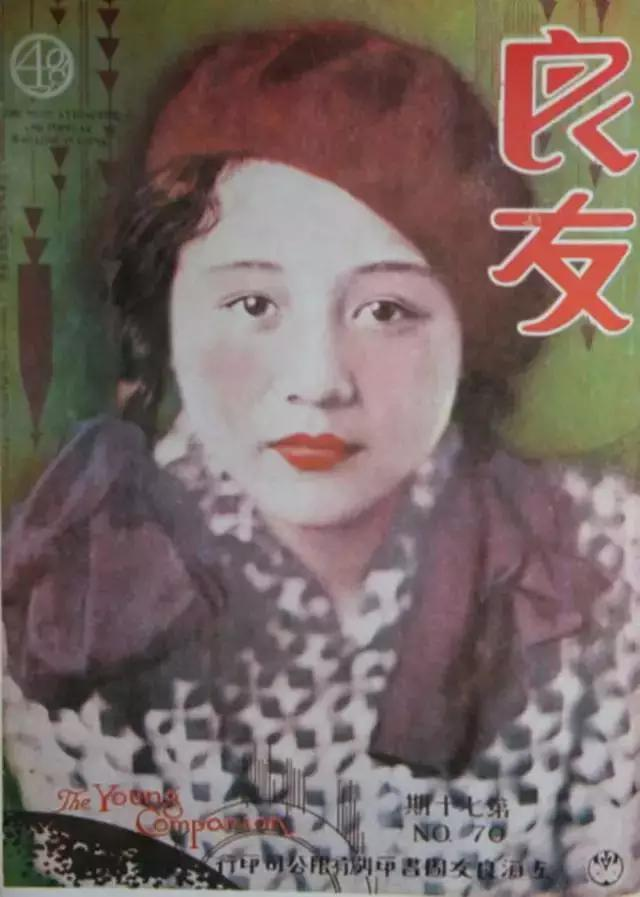
胡兰畦以时尚俏女郎登上1932年《良友》畫報的封面

## 流亡欧洲
1927年，畢業於武汉黃埔軍校女生隊。1929年，赴德国留学。1930年，经廖承志和成仿吾介绍，加入中国共产党，编入德国共产党中国语言组。1931年7月，宋庆龄的母亲逝世，胡兰畦陪宋庆龄回国奔丧。之后，再度赴德学习。因参加反法西斯运动，被希特勒秘密警察蓋世太保逮捕入獄。经宋庆龄、鲁迅等营救出獄，並在巴黎將狱中经历写成《在德国女牢中》，发表於《世界报》。1931年8月曾以时尚俏女郎登上《良友》畫報的封面。
1937年與陈毅相戀，然而中共党组织上不同意二人结婚，中共东南局书记项英找胡兰畦谈话，要求胡兰畦隐蔽共产党员身份，以国民党部队少将身份继续做统战工作。

## 抗日战争
1939年夏，蒋介石委任胡兰畦为国民政府军事委员会战地党政委员会少将指导员，前往第三、六、九戰區。

## 中華人民共和國建国后
1950年以后胡兰畦在北京工业学院找到一份工作，不是担任教职，只是一个总务处的职员。那时候北京工业学院在皇城根原中法大学的旧址，离钱粮胡同很近。“文革”中，胡兰畦遭到批斗，耳朵被红卫兵打聋，生活异常艰辛，连买菜做饭的钱都没有，只得四处向好心人借钱。1994年12月13日，胡兰畦在北京逝世，享年93岁。

### 引用
1. ↑  记者：张萌. . 长江商报. 2015-06-15  [2016-01-20]. （原始内容存档于2018-10-27） （简体中文）.
2. ↑  事見《胡蘭畦回憶錄》：“《良友》畫報還用我的像作爲刊物的封面，這就更觸動了他們的神經。”，秦玉琴在《再版序》中說到：“她的像片，還曾被三十年代頗有影響的《婦女》雜志作過封面。”。